# Grado Bloom
Il grado Bloom è un'unità di misura della solidità di un gel. È definito come il peso misurato in grammi che, posato su un pistone di 12,7 mm di diametro, provoca l'abbassamento della superficie di gel a cui è applicato di 4 mm. Il gel dev'essere preparato con una concentrazione del 6,67% e lasciato riposare 17 ore alla temperatura di 10 °C.
I valori tipici sono compresi fra i 30 e i 300 gradi Bloom. La comune gelatina alimentare presenta un valore di 110-150 gradi Bloom.